# Atractus lancinii
Espèce
Atractus lancinii  est une espèce de serpents de la famille des Dipsadidae.

## Répartition
Cette espèce est endémique du Venezuela. Elle se rencontre dans l'État de Carabobo et le district capitale de Caracas. 
Sa présence est incertaine dans l'État de Miranda.

## Étymologie
Cette espèce est nommée en l'honneur d'Abdem Ramón Lancini Villalaz.

## Publication originale
- Roze, 1961 : El genero Atractus (Serpentes: Colubridae) en Venezuela. Acta Biologica Venezuelica, vol. 3, no 7, p. 103-119.